# Yangmen (sockenhuvudort i Kina, Jiangxi Sheng, lat 27,14, long 114,40)
Yangmen är en sockenhuvudort i Kina. Den ligger i provinsen Jiangxi, i den sydöstra delen av landet, omkring 230 kilometer sydväst om provinshuvudstaden Nanchang. Antalet invånare är 20 762. Befolkningen består av 10 069 kvinnor och 10 693 män. Barn under 15 år utgör 18,0 %, vuxna 15-64 år 71 %, och äldre över 65 år 9,0 %.
Runt Yangmen är det ganska tätbefolkat, med 179 invånare per kvadratkilometer. Närmaste större samhälle är Zhouhu, 12,4 km öster om Yangmen. I omgivningarna runt Yangmen växer i huvudsak blandskog.
Genomsnittlig årsnederbörd är 2 072 millimeter. Den regnigaste månaden är maj, med i genomsnitt 322 mm nederbörd, och den torraste är oktober, med 28 mm nederbörd.